# エルネスト・ブール
エルネスト・ブール（Ernest Bour, 1913年4月20日 - 2001年6月20日）はフランスの指揮者。

## 経歴
ストラスブール大学とストラスブール音楽院の両方で学び、指揮法をフリッツ・ミュンシュとヘルマン・シェルヘンに師事。ジュネーヴやストラスブールの放送局で合唱指揮者を務めた後、1941年にミュルーズ交響楽団の指揮者に任命される。1951年にストラスブール・フィルハーモニー管弦楽団の、1955年にはストラスブール歌劇場の指揮者に就任。1964年から1979年までハンス・ロスバウトの後任として、バーデン＝バーデンの南西ドイツ放送交響楽団の首席指揮者を務める。
エルネスト・ブールのレパートリーは近現代の音楽に集中していることで名高く、ヒンデミットの交響曲『画家マティス』やストラヴィンスキーのオペラ『放蕩者のなりゆき』のフランス初演を果たしたほか、ブッソッティ、ファーニホウ、グレツキ、リゲティ、リーム、シュトックハウゼン、クセナキスらの作品の世界初演を受け持った。ダッラピッコラの傑作「ウリッセ」の卓越した解釈でも有名だった。
一方で南西ドイツ放送交響楽団とモーツァルトやハイドンの交響曲の録音を多く残すなど、古典作品でも引き締まった演奏が評価されている。2001年宇宙の旅で使用されたリゲティの「アトモスフェール」の音源に使用されたのはブールの演奏である。